# Saison 7 de L'amour est dans le pré
La septième saison de L'amour est dans le pré, est une émission de télévision française de téléréalité, diffusée chaque semaine sur M6 du lundi 2 juillet 2012 au lundi 1er octobre 2012. Elle est présentée par Karine Le Marchand.
Les portraits des 14 agriculteurs participants à cette saison ont été diffusés les 16 et 23 janvier 2012. 

## Production et organisation

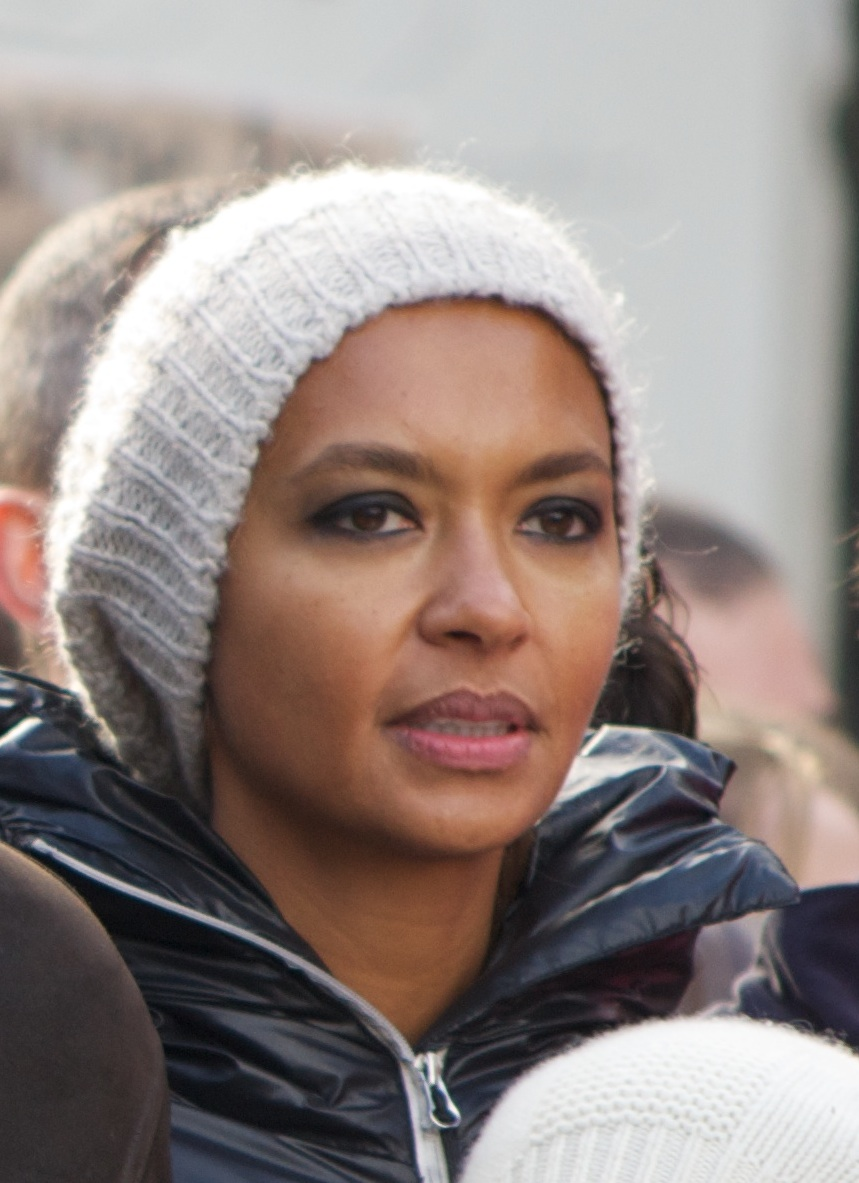
Karine Le Marchand présente l'émission.

Karine Le Marchand, présentatrice depuis la cinquième saison, l'est à nouveau pour cette édition.
La société de production Fremantle, produit une fois de plus cette saison.

## Participants
Ci-après, la liste des 14 participants de cette saison,, :
| Participants | Participants   | Profession                         | Âge    | Localisation               | Intéressé par |
| ------------ | -------------- | ---------------------------------- | ------ | -------------------------- | ------------- |
| ♀            | Annie          | Éleveuse de chevaux                | 56 ans | Centre                     | Hommes        |
| ♂            | Bertrand       | Éleveur de vaches et maraîcher     | 26 ans | Rhône-Alpes                | Femmes        |
| ♂            | Bruno          | Viticulteur et céréalier           | 44 ans | Provence-Alpes-Côte d'Azur | Femmes        |
| ♂            | Dany           | Éleveur de vaches                  | 34 ans | Franche-Comté              | Femmes        |
| ♂            | Hugo           | Éleveur de vaches                  | 28 ans | Aquitaine                  | Femmes        |
| ♀            | Jeanne         | Éleveuse de vaches et de brebis    | 60 ans | Aquitaine                  | Hommes        |
| ♂            | Joseph         | Éleveur de vaches                  | 41 ans | Bretagne                   | Femmes        |
| ♂            | Michel-Édouard | Céréalier et viticulteur           | 53 ans | Poitou-Charentes           | Femmes        |
| ♂            | Patrice        | Apiculteur                         | 41 ans | Aquitaine                  | Femmes        |
| ♂            | Philippe       | Viticulteur                        | 54 ans | Franche-Comté              | Femmes        |
| ♂            | Pierre         | Céréalier et producteur d'armagnac | 35 ans | Midi-Pyrénées              | Femmes        |
| ♂            | Rémi           | Éleveur de vaches                  | 41 ans | Bretagne                   | Femmes        |
| ♀            | Solange        | Oléicultrice                       | 34 ans | Corse                      | Hommes        |
| ♂            | Thierry        | Éleveur de vaches                  | 43 ans | Basse-Normandie            | Femmes        |

## Audiences et diffusion
En France, l'émission est diffusée les lundis : 16 et 23 janvier 2012, pour les portraits, et du 2 juillet au 1er octobre 2012 pour le reste de la saison. Un épisode dure environ 2 h 10 (publicités incluses), soit une diffusion de 20 h 50 à 23 h.
| Épisode | Jour et horaire de diffusion          | Nombre de téléspectateurs | Part de marché (sur les 4 ans et plus) | Classement des audiences | Réf.   |
| ------- | ------------------------------------- | ------------------------- | -------------------------------------- | ------------------------ | ------ |
| 1       | Lundi 16 janvier 2012 (20:50 - 22:50) | 4 129 000                 | 15,2 %                                 | 3e                       | [ 9 ]  |
| 2       | Lundi 23 janvier 2012 (20:50 - 22:50) | 4 754 000                 | 17,3 %                                 | 3e                       | [ 10 ] |

| Épisode            | Jour et horaire de diffusion            | Nombre de téléspectateurs | Part de marché (sur les 4 ans et plus) | Classement des audiences | Réf.   |
| ------------------ | --------------------------------------- | ------------------------- | -------------------------------------- | ------------------------ | ------ |
| 1                  | Lundi 2 juillet 2012 (20:50 - 23:00)    | 6 211 000                 | 26,2 %                                 | 1er                      | [ 2 ]  |
| 2                  | Lundi 9 juillet 2012 (20:50 - 23:00)    | 6 514 000                 | 28,0 %                                 | 1er                      | [ 11 ] |
| 3                  | Lundi 16 juillet 2012 (20:50 - 23:00)   | 6 529 000                 | 28,9 %                                 | 1er                      | [ 12 ] |
| 4                  | Lundi 23 juillet 2012 (20:50 - 23:00)   | 6 185 000                 | 27,9 %                                 | 1er                      | [ 13 ] |
| 5                  | Lundi 30 juillet 2012 (20:50 - 23:00)   | 5 581 000                 | 24,0 %                                 | 2e                       | [ 14 ] |
| 6                  | Lundi 6 août 2012 (20:50 - 23:00)       | 5 452 000                 | 24,5 %                                 | 1er                      | [ 15 ] |
| 7                  | Lundi 13 août 2012 (20:50 - 23:00)      | 5 824 000                 | 29,4 %                                 | 1er                      | [ 16 ] |
| 8                  | Lundi 20 août 2012 (20:50 - 23:00)      | 6 342 000                 | 30,7 %                                 | 1er                      | [ 17 ] |
| 9                  | Lundi 27 août 2012 (20:50 - 23:00)      | 6 267 000                 | 27,3 %                                 | 1er                      | [ 18 ] |
| 10                 | Lundi 3 septembre 2012 (20:50 - 23:00)  | 6 532 000                 | 25,9 %                                 | 1er                      | [ 19 ] |
| 11                 | Lundi 10 septembre 2012 (20:50 - 23:00) | 6 559 000                 | 27,7 %                                 | 1er                      | [ 20 ] |
| 12                 | Lundi 17 septembre 2012 (20:50 - 23:00) | 7 029 000                 | 27,9 %                                 | 1er                      | [ 21 ] |
| 13                 | Lundi 24 septembre 2012 (20:50 - 23:00) | 6 858 000                 | 25,8 %                                 | 1er                      | [ 22 ] |
| 14                 | Lundi 1er octobre 2012 (20:50 - 23:00)  | 6 674 000                 | 26,9 %                                 | 1er                      | [ 23 ] |
|                    |                                         |                           |                                        |                          |        |
| Bilan de la saison | Bilan de la saison                      | 6 400 000                 | 27,0 %                                 | –                        | [ 24 ] |

Légende :
- plus hauts scores d'audiences
- plus bas scores d'audiences